# 1996 WG3
1996 WG3 är en asteroid i huvudbältet som upptäcktes den 26 november 1996 av Beijing Schmidt CCD Asteroid Program vid Xinglong-observatoriet.
Asteroiden har en diameter på ungefär 7 kilometer och den tillhör asteroidgruppen Eunomia.